# Magyar Elektrotechnikai Ellenőrző Intézet
A Magyar Elektrotechnikai Ellenőrző Intézet, röviden MEEI egy magyar szabványügyi hivatal volt, amely elsősorban a közforgalomba kerülő elektronikai eszközök és berendezések biztonsági működését és hatósági előírásoknak való megfelelését ellenőrizte. A szervezet a 20. század elején több jogelőddel is rendelkezett több néven, mint MEEI csak 1957-től működött 2010-ig, amikor a TÜV Rheinland részévé vált.

## Története

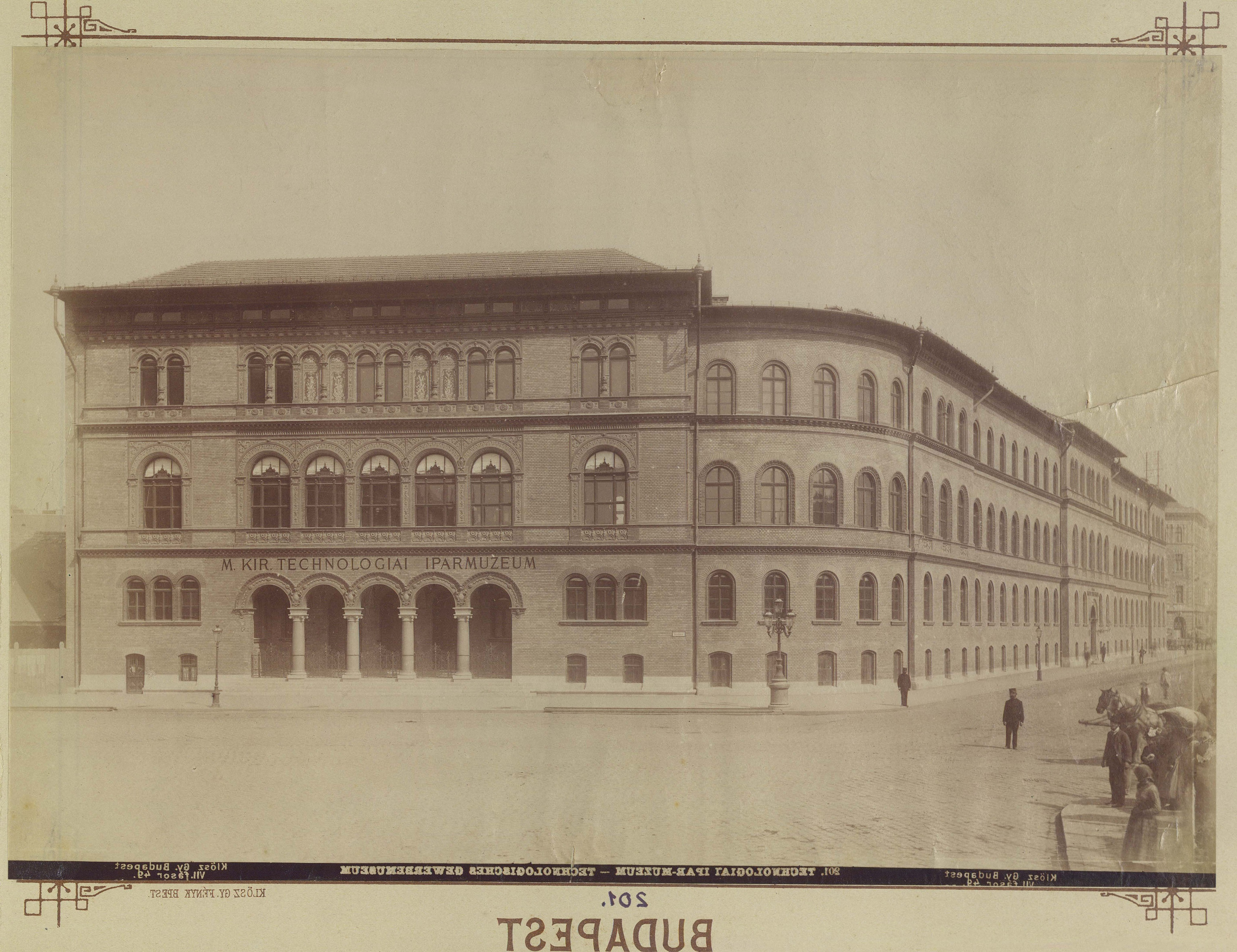
Magyar Királyi Technológiai Iparmúzeum a József körúton, a mai Blaha Lujza tér és Népszínház utca sarkán Klösz György felvételén – a kép fordított negatívról készült

A szervezet első elődjének a Trefort Ágoston miniszter által 1883-ban alapított Technológiai Iparmúzeum tekinthető, mely aztán Magyar Királyi Technológiai és Anyagvizsgáló Intézetté vált, az első világháború után pedig Technológiai és Anyagvizsgáló Intézet nevet kapta, ezt a köznyelv „Technológia” néven illette. Az Intézet Elektromos Osztálya végezte az akkori villamos termékek (vezetékek, kapcsolók) vizsgálatait is. 
1926-ban megalakult az első nemzetközi szervezet, amely elektromos eszközök egységes biztonsági rendelkezéseit igyekezett tető alá hozni, ez volt az Installationsfragen Kommission, aminek munkájában 1929-től a már Magyar Elektrotechnikai Egyesület (MEE) nevű szervezet szakemberei is részt vettek, mi több más fejlett villamos iparral rendelkező ország gyakorlatának megfelelően a magyar szervezet már 1924-ben megalkotta első szabványait, de vizsgáló állomás létrehozására anyagi lehetőségek hiányában akkor még nem került sor. Az Egyesület a Vizsgáló Állomás alapszabályzatát 1932-ben dolgozta ki, de az csak 1934 januárjában kezdte meg működését az Elektromos Művek Váci úti székházában rendelkezésre bocsátott helyiségben.
A második világháborút követően 1949-ben az államosítások során a Vizsgáló Állomást szervezetileg a Technológiai és Anyagvizsgáló Intézetből átalakult Ipari Minőségellenőrző Intézet (IMEI) Villamos Osztályához csatolták, majd 1952-ben az IMEI feloszlatása után, amikor annak egyes osztályaiból különálló ipari ellenőrző intézményeket hoztak létre, a volt IMEI Elektromos Osztályából és a helyileg akkor az Elektromos Művek Visegrádi utcai telephelyén funkcionáló volt Vizsgáló Állomásból alakult meg a Villamosipari Vizsgáló Állomás, amely 1957 és 2010 között Magyar Elektrotechnikai Ellenőrző Intézet néven folytatta működését. 
Jelentős esemény volt az intézet történetében a helyiségproblémák 1955-ben történt rendezése. Az intézet ekkor költözhetett be új helyére, az eredetileg Szalay István Rt.-nek, majd Kontakta Villanyszerelési Gyárnak otthont adó XIII. kerületi Váci út 48./a-b számú épületbe, a volt IMEI József krt.-i Elektromos Osztálya kivételével. Az épület jelentős beruházással került kialakításra laboratóriumi célokra, és beszerzésre került számos hazai és külföldi vizsgáló készülék, műszer és berendezés. A Váci úti épület hamarosan szűknek bizonyult, miután pedig 1959-ben a villamossági termékekre Magyarországon is kötelező előzetes jóváhagyási rendszer került bevezetésre, az intézet jelentős fejlődésen ment keresztül, lépést tartva a villamosipar és kereskedelem vizsgálati igényeivel. A különböző villamossági berendezésekkel külön főosztályok és osztályok foglalkoztak, amik több telephelyen osztoztak a Váci úton kívül a József körúton, az Illatos úton, a Dévai, valamint a Béke utcában. 
Az 1960-as évek az intézet tevékenységében elsősorban a mennyiségi fejlődés, a vizsgálati kapacitások mennyiségi megsokszorozásának évei voltak. 1967. január 1-től az intézet az addigi költségvetési finanszírozásból áttért a vállalati gazdálkodási rend szerint működő kutató-fejlesztő intézeti gazdálkodásra. Ez a körülmény lehetővé tette a jól átgondolt koncepció alapján történő műszaki és minőségi fejlődést. Az egyes mérési területeken neves külföldi és hazai gyártóktól korszerű mérőműszereket, vizsgáló eszközöket, igénybevételi berendezéseket sikerült beszerezni és 1977 óta a számítógépes és mikroprocesszoros automata mérőberendezések beszerzése és fejlesztése terén is jelentősen előbbre léptek. 1983-ban kezdődött meg a Váci úti központi székház teljes birtokba vétele, miután az épület alapterületének mintegy 40%-át elfoglaló Villamos Automatika Intézet egyes részlegeinek sikerült más helyen alapterületet biztosítani. 1985-ben pedig új épületszárnnyal bővült az épület.

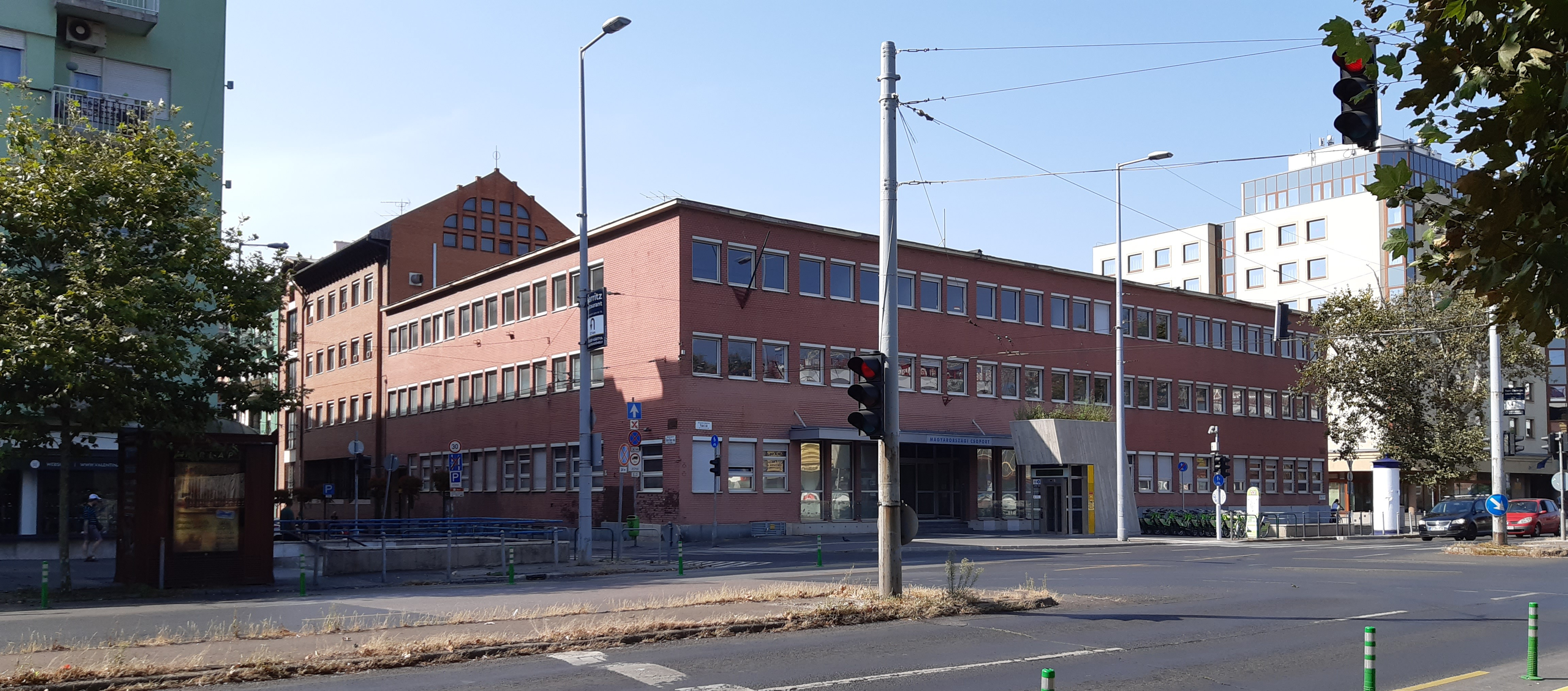
Váci út 48./a-b, az MEEI egykori épülete 2023-ban

A rendszerváltás után néhány évvel, 1995-ben kezdték meg az intézet József körúti részlegeinek átköltöztetését a Váci úti épületbe, miután a József körúti épület az akkori Fogyasztóvédelmi Főfelügyelőség tulajdonába került. 1996-ban vált az intézet MEEI Kft.-vé, ami az intézet akkor még csak leendő uniós szabályozásokhoz való csatlakozásának megkönnyítését célozta, a szervezet emellett folyamatosan együttműködött a külföldi társszervekkel az egyre globalizálódó vizsgálati-tanúsítási tevékenységek miatt. Az intézet azonban tőkehiány, valamint erős hazai villamos ipari készülék és alkatrészgyártói háttér hiányában a globális piacokra nem tudott kijutni, ezért lényegében csak a hazai ipar, illetve import esetében a hazai importőrök vizsgálati igényeire, valamint külföldi partnerintézetei által kiadott nemzetközi megfelelőségi tanúsítványok honosítására támaszkodhatott. Az állami tulajdonú MEEI Kft.-t végül 2002 táján privatizációs eljárás keretében kínálták eladásra, amit 2004-ben a TÜV Rheinland Intercert Kft. vásárolt meg. Innentől 2010. december 31-ig mint TÜV Rheinland-MEEI Kft. működött. 

## Megszűnése
Az MEEI Kft. a TÜV Rheinland Intercert Kft.-be történt beolvadásával 2010. december 31-től mint jogi személy megszűnt. Jelenleg TÜV Rheinland Intercert Kft. division MEEI néven működik, a cég 2020-ban a Gizella úton létesített új laboratóriumokba szervezte át a vizsgálati tevékenységeket.